# 南義美
南義美（日语：／ Minami Yoshimi，1915年12月15日—1944年11月25日），二战期间大日本帝國海軍王牌战斗机飞行员，总计击毁敌机数达15架（中国战场9架、太平洋战场6架）。1944年11月在莱特岛执行特别攻击队任务时丧生。

## 事迹
南义美曾于1938年5月31日参加武汉空战，击落一架中国战机后被12架中国战机包围，油箱中弹，子弹打光后撞向一架中国战机（可能是苏联飞行员安东·阿列克谢耶维奇·古边科，幸存），南义美战机左翼被切断，后迫降于长江，并将战机自行焚毁，被日方哨戒艇发现后救起，被授予海军特别善行章。